# سیمور کاسل
سیمور کاسل (انگلیسی: Seymour Cassel؛ زادهٔ ۲۲ ژانویهٔ ۱۹۳۵ – درگذشته ۷ آوریل ۲۰۱۹) هنرپیشه اهل ایالات متحده آمریکا بود. وی از سال ۱۹۵۹ میلادی تا زمان مرگ مشغول فعالیت بوده‌است.
از فیلم‌هایی که وی در آن نقش داشته است، می‌توان به والنتینو، پیشنهاد بی‌شرمانه، مرد کن، خانواده اشرافی تننبام، راشمور، چهره‌ها، ممکن است برای تو اتفاق بیفتد، آخرین سرمایه‌دار بزرگ، ماه عسل در وگاس، وابسته به تو ، زندگی مخفی چوبک ها، رویایی برای یک بی‌خوابی، اجاره‌نشین‌ها، زندگی اتفاق می‌افتد، قبل از اینکه اسم داشته باشد، این دنیا، سپس آتش‌بازی، پستی، مردان حلبی، در سوپ، خانم مانک، لباس ساده، چیزهایی که هرگز به شما نگفتم، رویاهای هالیوود، دختر مرده، جیم بی‌کس و داستان وندل بیکر اشاره کرد.